# Maximum
Maximum è il primo album in studio del cantante turco Murat Boz, pubblicato nel 2007.

## Tracce
1. Maximum – 3:50
2. Aşkı Bulamam Ben (Ozinga Remix) – 3:46
3. Püf – 3:51
4. Üzüleceksin – 3:46
5. Dönmem – 4:01
6. Anla Artık – 4:12
7. Derdin Var – 3:20
8. Seni Bana Bağlayan – 4:04
9. Kalbini Dinle – 3:49
10. Beni Bana Bırak – 4:01
11. Maximum (Matthew Version) – 3:39
12. Seni Bana Bağlayan (Acoustic) – 3:16
13. Aşkı Bulamam Ben – 3:48
14. Umrumda Değilsin – 4:38